# بلوچ‌آباد مشو
بلوچ آبادمشو، روستایی است از توابع بخش فندرسک شهرستان رامیان در استان گلستان ایران.

## جمعیت
این روستا در دهستان فندرسک جنوبی قرار دارد و براساس سرشماری مرکز آمار ایران در سال ۱۳۸۵، جمعیت آن ۱۰۲۵ نفر (۲۱۹خانوار) بوده‌است.